# Centrope

Mapa euroregionu

Centrope je název evropského regionu, který zahrnuje (po směru hodinových ručiček) Jihomoravský kraj v Česku, slovenské kraje Bratislavský a Trnavský, západomaďarskou župu Győr-Moson-Sopron a Vas a rakouské spolkové země Burgenlandsko, Dolní Rakousy a Vídeň. Dále jsou přímými členy schůzek Centrope také města Brno, Bratislava, Trnava, Győr, Sopron, Szombathely, Eisenstadt a St. Pölten. Na základě prohlášení z Kittsee z roku 2003 spolupracují na rozvoji evropského regionu na tomto čtyřmezí.

## Prohlášení z Kittsee 2003
Středoevropský euroregion (central europe) byl založen roku 2003 po dohodě z Kittsee, rakouské obce poblíž slovenského hlavního města a maďarských hranic. Zaujímá přibližně 54 500 km² s více než 7,2 miliony obyvateli. Jeho založení bylo motivováno rozvojem území mezi hospodářsky nejsilnější oblasti Evropy.
Konkrétním cílem regionu je spolupráce na poli hospodářství, infrastruktury, vzdělání a kultury. Usiluje o společnou propagaci v oblasti turismu a společné lobování.
Území regionu, ležícího v někdejší rakousko-uherské monarchii, bylo již před první světovou válkou důležitým kulturním, dopravním a hospodářským regionem v Evropě. Zejména po vzniku východního bloku po druhé světové válce, který měl být zabezpečen vůči Rakousku železnou oponou, přicházely synergie jednotlivých částí regionu po desítky let nazmar. Ty by měly být nyní, jelikož se nacházejí ve společném regionu od roku 2004 v Evropské unii a od prosince 2007 ve vnitřním Schengenském prostoru bez hraničních kontrol, znovu vybudovány.

## Hospodářství
Hospodářské územní těžiště Centropy jsou partnerská města Vídeň a Bratislava splňující vysoké nároky na vzdělání a zároveň vysokou koncentrací výzkumných institucí. V bezprostředním okolí Bratislavy se nacházejí slovenské automobilky a západomaďarské hutnické středisko Győru, dodavatel východního Rakouska. K diverzifikaci regionu přispívá také rozvoj IT-sektoru stejně jako dolnorakouské dřevozpracovatelské klastry.
V posledních letech sem navíc přesídlily stovky firem z jiných zemí v regionu Vídeň-Bratislava, jež odsud ze společného středo a východevropského prostoru spravují.
V oblasti turismu nabízí Centrope své tradiční služby v oblasti lázeňství a kompletní služby v oblasti wellness. Také kulturní nabídka je velmi pestrá.